# Jet Over the Atlantic
Jet Over the Atlantic é um filme estadunidense de 1959, dos gêneros drama e suspense, dirigido por Byron Haskin, roteirizado por Irving H. Cooper, música de Louis Forbes.

## Sinopse
Um vôo de Madrid para Nova York torna-se dramático, quando revelada a presença de uma bomba, no setor de bagagens, colocada por um de seus passageiros. 

## Elenco
- Guy Madison ....... Brett Murphy
- Virginia Mayo .......  Jean Gurney
- George Raft ....... Stafford
- Ilona Massey ....... Mme. Galli-Cazetti
- George Macready ....... Lord Robert Leverett
- Anna Lee ....... Ursula Leverett
- Margaret Lindsay ....... Mrs. Lanyard
- Venetia Stevenson .......  June Elliott
- Mary Anderson ....... Maria
- Brett Halsey ....... Dr. Vanderbird
- Argentina Brunetti ....... Miss Hooten
- Frederick Worlock ....... Dean Halltree
- Tudor Owen .......  Mr. Priestwood
- Cindy Lee ....... Miss Lanyard